# Symmetroctena mesopsamma
Symmetroctena mesopsamma är en fjärilsart som beskrevs av Turner 1947. Symmetroctena mesopsamma ingår i släktet Symmetroctena och familjen mätare. Inga underarter finns listade i Catalogue of Life.